# Antal Frigyes
Antal Frigyes, 1905-ig Adler, idegen nyelvterületen Frederick Antal (Budapest, 1887. december 21. – London, 1954. április 4.) zsidó származású magyar marxista művészettörténész.

## Élete
Tagja volt a Vasárnapi Társaságnak. Kezdetben a Szépművészeti Múzeumban dolgozott, az 1919-es kommün idején pedig a Művészeti és Múzeumi Direktórium helyettes vezetője, illetve egyetemi előadó volt. A tanácsköztársaság összeomlását kövevetően emigrált. 1933-tól fogva Londonban lakott, ahol szerkesztette a Kritische Berichte zur Kunstgeschichlichen Literatur című periodikát. A marxista művészettörténetírás képviselője volt.

## Főbb művei
- Florentine painting and its Social Background (London, 1947, németül is);
- Fuseli (London, 1956);
- Hogarth (London, 1962).